# El Carmel (metrostation)
El Carmel is een metrostation op lijn 5 van het metronetwerk van de Spaanse stad Barcelona, in de gelijknamige wijk El Carmel in het district Horta-Guinardó. Doordat in 2005 bij de bouw van dit station een deel van de tunnel instortte bij dit station, liep de verlenging Horta-Vall d'Hebron enkele jaren vertraging op. Na deze ramp moesten 1.276 omwonenden elders gevestigd worden en werd wetgeving omtrent tunnelgraven in Catalonië grondig herzien. Een ander gevolg was dat de verlenging pas in 2010 geopend kon worden.
Aan de kant van Carrer de Llobregós ligt het station 30 meter onder de toegangshal. De twee worden verbonden door 3 liften. Het station is ontworpen door de architecten Manel Sánchez en Dolors Piulachs. In de inrichting domineren groen marmer, glas en metalen roosters. Ook zijn er kunstwerken van Antoni Abat, zoals 'meetlinten' langs rolbanden en -trappen met spreuken en gedachtes ter overdenking. 

## Omgeving
Dit station geeft toegang tot de wijk El Carmel en de Mercat del Carmel in het hart daarvan.